# Amphinemura rahungi
Amphinemura rahungi är en bäcksländeart som beskrevs av Aubert 1967. Amphinemura rahungi ingår i släktet Amphinemura och familjen kryssbäcksländor. Inga underarter finns listade i Catalogue of Life.